# Caesalpinieae
Caesalpinieae je tribus mahunarki, dio potporodice Caesalpinioideae. Postoji više priznatih rodova

## Rodovi
1. Tribus Caesalpinieae Rchb.
  1. Subtribus Gleditsia group
    1. Gymnocladus Lam. (5 spp.)
    2. Gleditsia L. (13 spp.)

  2. Subtribus Acrocarpus group
    1. Acrocarpus Wight ex Arn. (1 sp.)

  3. Subtribus Tachigali group
    1. Diptychandra Tul. (2 spp.)
    2. Tachigali Aubl. (87 spp.)

  4. Subtribus Orphanodendron group
    1. Orphanodendron Barneby & J. W. Grimes (2 spp.)

  5. Subtribus Peltophorum group
    1. Vouacapoua Aubl. (3 spp.)
    2. Batesia Spruce ex Benth. (1 sp.)
    3. Melanoxylon Schott (1 sp.)
    4. Recordoxylon Ducke (3 spp.)
    5. Arapatiella Rizzini & A. Mattos (2 spp.)
    6. Campsiandra Benth. (21 spp.)
    7. Heteroflorum M. Sousa (1 sp.)
    8. Bussea Harms (7 spp.)
    9. Peltophorum Vogel ex Benth. (8 spp.)
    10. Jacqueshuberia Ducke (7 spp.)
    11. Schizolobium Vogel (1 sp.)
    12. Moldenhawera Schrad. (13 spp.)
    13. Conzattia Rose (3 spp.)
    14. Parkinsonia L. (12 spp.)
    15. Delonix Raf. (12 spp.)
    16. Colvillea Bojer ex Hook. (1 sp.)

  6. Subtribus Caesalpinia group
    1. Hererolandia Gagnon & G. P. Lewis (1 sp.)
    2. Lophocarpinia Burkart (1 sp.)
    3. Haematoxylum L. (5 spp.)
    4. Paubrasilia Gagnon, H. C. Lima & G. P. Lewis (1 sp.)
    5. Caesalpinia L. (8 spp.)
    6. Denisophytum R. Vig. (8 spp.)
    7. Tara Molina (3 spp.)
    8. Coulteria Kunth (12 spp.)
    9. Gelrebia Gagnon & G. P. Lewis (8 spp.)
    10. Hultholia Gagnon & G. P. Lewis (1 sp.)
    11. Guilandina L. (21 spp.)
    12. Moullava Adans. (4 spp.)
    13. Biancaea Tod. (7 spp.)
    14. Pterolobium R. Br. (10 spp.)
    15. Mezoneuron Desf. (27 spp.)
    16. Cordeauxia Hemsl. (1 sp.)
    17. Stuhlmannia Taub. (1 sp.)
    18. Cenostigma Tul. (15 spp.)
    19. Libidibia Schltdl. (7 spp.)
    20. Balsamocarpon Clos (1 sp.)
    21. Zuccagnia Cav. (1 sp.)
    22. Stenodrepanum Harms (1 sp.)
    23. Hoffmannseggia Cav. (24 spp.)
    24. Arquita Gagnon, G. P. Lewis & C. E. Hughes (5 spp.)
    25. Pomaria Cav. (16 spp.)
    26. Erythrostemon Klotzsch (33 spp.)
    27. Ticanto Adans. (6 spp.)

  7. Subtribus Poeppigia group
    1. Poeppigia C. Presl (1 sp.)

  8. Subtribus Pterogyne group
    1. Pterogyne Tul. (1 sp.)

  9. Subtribus Dimorphandra group
    1. Erythrophleum Afzel. ex G. Don (10 spp.)
    2. Pachyelasma Harms (1 sp.)
    3. Sympetalandra Stapf (5 spp.)
    4. Stachyothyrsus Harms (2 spp.)
    5. Mora R. H. Schomb. ex Benth. (6 spp.)
    6. Dimorphandra Schott (27 spp.)
    7. Arcoa Urb. (1 sp.)
    8. Burkea Benth. (1 sp.)
    9. Tetrapterocarpon Humbert (2 spp.)
    10. Chidlowia Hoyle (1 sp.)